# Людина з планети Земля (фільм, 1958)
«Людина з планети Земля» (рос. «Человек с планеты Земля») — радянський чорно-білий біографічний художній фільм 1958 року, знятий на Кіностудії ім. М. Горького.

## Сюжет
Біографічна кіноповість про першого російського дослідника космосу, вченого-винахідника, ракетобудівника — К. Е. Ціолковського. 19 століття. У маленьку провінційну Калугу засланий приват-доцент Петербурзького університету Дорофєєв. Він привозить шкільному вчителеві Ціолковському (Юрій Кольцов) лист від Менделєєва і Столєтова. Видатні вчені Росії висловлюють своє схвалення сміливим проектам чудового винахідника. Але чиновники з Імператорського Технічного товариства незмінно відхиляють ці проекти, як занадто фантастичні. Захопленість Ціолковського наукою, його непристосованість до повсякденної реальності оточуючими вважається дивацтвом. Представники іменитого купецтва не проти купити самохідний човен його оригінальної конструкції. Ідея ж створення акціонерного товариства по будівництву дирижаблів не викликає у них ентузіазму. Зростаюча глухота підсилює розрив Ціолковського з навколишнім світом. Життєві негаразди, самогубство сина зламали на деякий час вченого. Але і заборонивши собі займатися винаходами, він не в силах зупинити свою думку. Знову і знову повертається Ціолковський до ідеї міжпланетних перельотів. Однак твір на цю тему, виданий на кошти випадкового мецената, висміюється в газетах… Після революції Дорофєєв, який став видатним діячем науки, знаходить старого Ціолковського в новому будинку на вулиці, що носить його ім'я. Костянтин Едуардович вітає по радіо учасників параду на Червоній площі. Ні глухота, ні хвороба не можуть зупинити його геніальної допитливої думки. До найостаннішої хвилини свого життя він переконаний, що у близькому майбутньому відбудеться завоювання людиною міжпланетного простору.

## У ролях
- Юрій Кольцов — Костянтин Едуардович Ціолковський
- Віра Діхтяр — Варвара Євграфівна
- Юрій Кротенко — Гнат Ціолковський
- Ніна Меньшикова — Люба Ціолковська
- Юрій Любимов — Петро Петрович Бабурін
- Володимир Балашов — Дорофєєв
- Георгій Бударов — Павло Филимонович Балабанов
- Юрій Медведєв — Чупров
- Володимир Трошин — Мерцалов
- Зиновій Гердт — персонаж Жюль Верна
- Микита Кондратьєв — персонаж Жюль Верна
- Олександр Лаврухин — епізод
- Валерія Меньковська — епізод
- Лев Потьомкін — персонаж Жюль Верна
- Сергій Цейц — персонаж Жюль Верна
- Марія Соколова — Маша
- Олександр Котельников — епізод
- Лідія Корольова — служниця у Мерцалова
- Віра Бурлакова — епізод
- Бруно Ляуш — купець
- Яків Ленц — службовець Мерцалова
- Микола Міртов — лікар

## Знімальна група
- Режисер — Борис Бунєєв
- Сценаристи — Валентин Єжов, Василь Соловйов
- Оператор — Маргарита Піліхіна
- Композитор — Михайло Раухвергер
- Художник — Борис Дуленков